# Ragnar Östberg
Ragnar Östberg (ur. 14 lipca 1866 w Sztokholmie, zm. 5 lutego 1945 tamże) – szwedzki architekt, czołowy przedstawiciel szwedzkiego stylu narodowo-romantycznego w architekturze.

## Życiorys
Studiował w Królewskim Instytucie Technicznym i Królewskiej Akademii Sztuki w Sztokholmie. W pierwszym okresie projektował głównie domy prywatne. Przełomem było otrzymanie zamówienia na wykonanie projektu nowego ratusza  w Sztokholmie.